# Makambako
Makambako est une ville située dans la région d'Iringa, en Tanzanie.

## Source
- (en) Cet article est partiellement ou en totalité issu de l’article de Wikipédia en anglais intitulé « Makambako » (voir la liste des auteurs).